# マディ・ランプス
マディ・ランプスは、日本の60’sガレージ・パンクリバイバル系ロックバンドである。
1985年結成。当時モッズバンドであったThe Clarktion（Vo松本祐二 Dr加藤晋二 B青山春裕）とドアーズのカバーをするThe Mimoza（Vo武山林也）との60′sサイケデリック、ガレージ・パンク・カバーのセッションから始まる。当時「ネオGS」ムーブメントの60′sサイケデリック、ガレージ・パンク・バンドとして知られる。1988年に活動停止。